# 自動車運転者の労働時間等の改善のための基準
自動車運転者の労働時間等の改善のための基準（じどうしゃうんてんしゃのろうどうじかんとうのかいぜんのためのきじゅん、平成元年労働省告示第7号、最終改正平成30年労働省告示第322号）とは自動車運転者の労働時間を制限する基準である。
自動車運転者であって、四輪以上の自動車の運転の業務に、主として従事する者の労働時間等の改善のための基準を定めることにより、自動車運転者の労働時間等の労働条件の向上を図ることを目的としている。

## 一般乗用旅客自動車運送事業に従事する自動車運転者（ハイヤーを除く）
- 1カ月の拘束時間の上限は299時間（労使協定で定めた場合は322時間）、1日の拘束時間の上限は13時間（延長した場合でも16時間）（第2条）
- 勤務間インターバル（休息期間）を、中断されることなく8時間以上確保（第2条2）

## ハイヤー
- 労使協定で延長時間を定める場合、1カ月50時間、3カ月140時間、1年450時間を超えないように定める（第3条）

## 貨物自動車運送事業に従事する自動車運転者
- 1月の拘束時間の上限は293時間（労使協定で定めた場合は320時間）、1日の拘束時間の上限は13時間（延長した場合でも16時間）（第4条）
- 勤務間インターバルを、中断されることなく8時間以上確保（第4条3）

なお以下の特例が設けられている（第5条3）。
1. 業務の必要上、勤務の終了後継続八時間以上の休息期間を与えることが困難な場合
業務の必要上やむを得ない場合に限り、当分の間1回4時間以上の分割休息で合計10時間以上でも可（一定期間における全勤務回数の1/2 が限度）。
2. ドライバーが同時に一台の自動車に二人以上乗務する場合
一日20時間以内（体を伸ばせるベッド設備を備えたバスに限る）
3. ドライバーが隔日勤務に就く場合
2暦日　21 時間以内（拘束時間）
勤務終了後、24時間以上の勤務間インターバルが必要。
4. ドライバーがフェリーに乗船する場合
フェリー乗船時間から2時間を引いた値を、休息時間とする

## 一般乗用旅客自動車運送事業以外の旅客自動車運送事業（バス等）
- 4週を平均して1週あたりの拘束時間の上限は65時間（労使協定で定めた場合は71.5時間）、1日の拘束時間の上限は13時間（延長した場合でも16時間）（第5条）
- 勤務間インターバルを、中断されることなく8時間以上確保（第5条三）